# Коста Каравеликов
Коста Димитров Каравеликов е български революционер, деец на Вътрешната македоно-одринска революционна организация.

## Биография
Каравеликов е роден в 1883 година в неврокопското село Долно Броди, тогава в Османската империя, днес в Гърция. В 1900 година Неврокопската районна чета, начело с Атанас Тешовски и Стоян Филипов влиза в Долно Броди и образува революционен комитет, в начело на който като председател и касиер застава Каравеликов. Като председател на комитета Каравеликов ръководи подготовката за въстание – събирането на пари, купуването и укриването на оръжие и взривове и прочие. Каравеликов участва в съвещанието в Шарлия, на което е решено да се бомбардират серската и солунсата Отоман банк. Взима участие в Битката при Баница на 4 април, в която загиват Гоце Делчев и Димитър Гущанов. След сражението се прибира в селото си, но след два дни целият революционен комитет от 23 души е арестуван от Наим бей и откаран през Старчища в Неврокоп, като някои умират по пътя. След три месеца в Неврокопския затвор, лежи два месеца в Серския, след това за кратко в Беяз куле и накрая в Еди куле в Солун. Осъден е на 15 години тъмничен затвор. На Томина неделя 1904 година е амнистиран с общата амнистия.
След излизането си от затвора, продължава да се занимава с революционна дейност до Хуриета в 1908 година, като този път вече е принуден да се бори и с надигащата се в района гръцка въоръжена пропаганда. Участва в четата, начело с Георги Занков, която напада пощата, за да улови гръцкия шпионин Атанас Костов от Старчища.
При избухването на Балканската война в 1912 година е затворен заедно с други революционери в Неврокопския затвор. Освободен от Българската армия, той се присъединява към нея и участва в изтласкването на турските войски от Източна Македония. Назначен е за кмет на Долно Броди. По време на Междусъюзническата война е сред 50-те милиционери, които се сражават с гърците при Червения кал. След това се изтегля в България с българската войска.
След Първата световна война, в 1918 година се завръща в Баница, но като виден българин е подложен на преследвания от гръцките власти, многократно арестуван и подлаган на мъчение и затова в 1924 година отново се изселва в България.
На 26 февруари 1943 година, като жител на Пловдив, подава молба за българска народна пенсия, която е одобрена и пенсията е отпусната от Министерския съвет на Царство България.